# ORF Sport
ORF Sport ist die Bezeichnung für Sportsendungen des öffentlich-rechtlichen Österreichischen Rundfunks (ORF).
Neben kompakter Information zu inländischem und internationalem Sportgeschehen gibt es Live-Übertragungen, aber auch Magazine und bereits aufgezeichnete Sendungen sowie Wiederholungen von Sport-Sendungen.
Nach § 4 ORF-Gesetz (ORF-G) gehört es – an das Spartenprogramm als auch an das ORF-Hauptprogramm gerichtet – zum Kernauftrag, dass der ORF Sport durch seine Programme für „die Förderung des Interesses der Bevölkerung an aktiver sportlicher Betätigung“ zu sorgen hat (Abs. 1 Z. 15), folgt also dem allgemeinen Bildungsauftrag der ORF.

## Entwicklung des ORF-Sportprogramms

### Die Pionierjahre
Sportreportage an sich hat in Österreich eine lange Tradition; als Pionier gilt der Wiener Victor Silberer, der um 1880 die Allgemeine Sport-Zeitung als erstes deutschsprachiges Fachmedium für Sport gründete. In Österreich begann die 1924 gegründete RAVAG (Vorläufer des 1958 gegründeten ORF) ab 1928 mit der Ausstrahlung ständiger Sportreportagen, seinerzeit mittels tragbarer Kurzwellensender. Die von Willy Schmieger kommentierte Radioübertragung des Fußball-Länderspiels Österreich–Ungarn in diesem Jahr erreichte schon 10.000 Zuhörer, und das Match Wiener Eishockeyverein–Universität Cambridge kurz darauf war die erste Live-Übertragung der österreichischen Rundfunkgeschichte.
Sportberichterstattung gehört von Anbeginn zu den Kernbetätigung des Rundfunks mit seiner Zeitnähe, und den populärsten Tätigkeiten des ORF. Ursprünglich blieb Sport eine Domäne des Radios, und wurde auf dem nationalen Informations-, Kultur-, Bildungs- und Sportprogramm Österreich 1 gebracht. Ins Fernsehen kam er sukzessive im Laufe der 1950er- und 1960er-Jahre (Fußballweltmeisterschaft 1954 aus der Schweiz, erste Live-Übertragung Österreich–Brasilien in Wien, 1956). Anchormen der Live-Berichtung im ORF waren Edi Finger (sen.), der von 1946 bis in die 1980er kommentierte (primär Fußball), 1965 bis 2008 Heinz Prüller (Formel-1-Rennen, seit 1970 auch Alpine Skiweltmeisterschaften, Fußball-Weltmeisterschaften und Olympische Spiele) und auch Sigi Bergmann (Boxen), deren Kommentierungen für Generationen von Österreichern der Inbegriff einer Sportsendung waren. In den 1960ern erfolgte ein regelrechter Sportboom im Fernsehen, mit den Winterspielen in Innsbruck 1964 als Markstein, 1968 hatte die Sportberichterstattung dann schon einen Anteil von einem Siebentel (14,7 %) an der Sendezeit (seinerseits ORF 2 kürzlich gestartet, beide nicht im 24-Stunden-Betrieb). Mit dem Nebelslalom von Grenoble (Winterspiele 1968) – Karl Schranz wurde seinerzeit disqualifiziert – und der vollständigen Disqualifikation desselben in Sapporo 1972 sorgte der Sport dann auch für den ersten medientransportieren Skandal in der Öffentlichkeit der jungen Zweiten Republik. Einen politischen Rückhalt bekam die öffentlich-rechtliche Sportreportage insbesondere mit Fred Sinowatz, der in den 1970er Jahren als „Minister des Sports“ in Erscheinung trat, und dann auch als Kanzler 1984 das Sportministerium als explizites Ressort einrichtete (heute am Verteidigungsministerium angesiedelt).

### Der ORF im Spannungsfeld der Kommerzialisierung des Sports
Über viele Jahre gab es dann in Österreich die Einteilung, dass Sport-Sendungen auf ORF 1 gebracht wurden. Dieser war im Programmschema eher breitenwirksam und auf ein tendenziell jüngeres Publikum hin konzipiert, während ORF 2 den Kulturauftrag des staatlichen Fernsehens leistete. Sukzessive galt die Präsenz und Positionierung des Sports dann auch als große Problematik, da besonders am Wochenende auf ORF 1 der Vormittag mit Kinder- und Jugendprogramm besetzt war, und der Nachmittag mit Sport. Das machte das Wochenendfernsehen für Nicht-Sport-Interessierte unattraktiv. Ursprünglich eine Fragestellung des Alltags für die Zuseher, wurde diese Einseitigkeit mit dem Aufkommen der Privatsender zunehmend auch ein wirtschaftlicher Nachteil für den ORF selbst.
Als weiterer Kritikpunkt galt andererseits, dass die für die gesamte Sportwelt knappe Sendezeit im Fenster ORF Sport dann primär mit Fußball, in der Wintersaison mit dem für Österreich bedeutenden Alpin-Skisport, sowie mit Formel 1 besetzt war. Phasenweise mussten andere breitenwirksamere Ereignisse von besonderem nationalem Interesse (etwa zeitweise die Österreich-Rundfahrt im Radsport, Tennis der 1990er in der Ära Thomas Musters, oder Nordische Sportarten wie Skispringen in den 2000ern) zusätzlich eingeschoben werden. Olympiaden und große Weltmeisterschaften blockierten des sonstige Programm komplett und wurden dann auch teils auf ORF 2 eingeschoben, sodass das Normal-Sendeschema wochenlang gutteils ausfiel, teilweise sogar unter Vernachlässigung des Kulturauftrags, etwa beim Kinder- und Jugendprogramm bei Vormittagsereignissen. Alle restlichen Sportarten, insbesondere Randsportarten, bleiben hingegen weitestgehend unberücksichtigt. Auch das wurde den veränderten Terminisierungen von Sportereignissen, wie auch dem Interesse an neu aufkommenden Sportarten bei weitem nicht mehr gerecht: Als private Sport-Spartensender begannen, den Markt für Übertragungsrechte zu dominieren, wurden Events international zunehmend auf die besten Sendeplätze (Prime-Time) geschoben. Breitensport wurde beispielsweise mit dem Laufsport (etwa im Vienna City Marathon) attraktiv,
und das Aufkommen neuer Trendsportart und Funsportarten – und insbesondere im Wintersport denjenigen im Snowboard-Sektor, der auch gesamtwirtschaftlich den österreichischen Wintertourismus grundlegend veränderte – wurde weitgehend übersehen.
| Unterhaltung    | 43 |
| Information     | 21 |
| Familie         | 15 |
| Wissenschaft    | 10 |
| Sport           | 06 |
| Kultur/Religion | 05 |

Durch die immens gestiegenen Kosten etwa für Übertragungsrechte und die zunehmenden Forderungen an eine Eigenfinanzierung staatlicher Unternehmen, wie auch weil das Kinder- und Jugendprogramm möglichst werbefrei gehalten wurde, war der ORF geradezu gezwungen, Kultur auf schlechte Sendetermine zu stellen, und die (neben der Unterhaltung) über Werbeeinschaltungen gewinnbringenden Sportübertragungen auf beste Sendeplätze zu stellen, und sich gleichzeitig auf wenige hochpopuläre – und auch telegene – Sportarten zu konzentrieren. Entgegen der gefühlten Präsenz nahm das Sportfernsehen (vor Schaffung des Spartenkanals) absolut einen vergleichsweise erstaunlich geringen Anteil im gesamten Programmangebot ein, 2006 beispielsweise – trotz der im Juni des Jahres stattgefundenen Fußball-WM – nur 6,6 % (auf ORF 1 und ORF 2 insgesamt 7573 Stunden/42,6 % Unterhaltungsprogramm, 3820 Stunden/21,5 % Informationssendungen, 1179 Stunden Sport). Der Anteil redaktioneller Sportsendungen war noch weitaus geringer, bei etwa 0,8 % der Gesamtsendezeit.
Der Sport liegt aber durchwegs auf guten Sendezeiten, die Zuschauerzahlen stellen sich anders dar. Einzelne Sportereignisse gehören mit zu den meistgesehenen Sendungen überhaupt (bleiben in Österreich aber vergleichsweise trotzdem im Rahmen anderer Themen wie Politik und Unterhaltung).
| Sendung                                 | Datum         | DRW in Mio.* | MA in % |
| --------------------------------------- | ------------- | ------------ | ------- |
| Zeit im Bild – Nationalratswahl         | 24. Nov. 2002 | 2,600        | 79      |
| Thema Spezial – Kampusch-Interview      | 6. Sep. 2006  | 2,553        | 77      |
| Zeit im Bild – 9/11                     | 11. Sep. 2001 | 2,248        | 80      |
| WM-Abfahrt Herren                       | 8. Feb. 2003  | 2,217        | 87      |
| Fußball-EM AUT–GER                      | 16. Juni 2008 | 2,189        | 72      |
| Zeit im Bild – Nationalratswahl         | 1. Okt. 2006  | 2,175        | 77      |
| Nationalratswahl 2002                   | 24. Nov. 2002 | 2,167        | 72      |
| Olympiaabfahrt Herren                   | 10. Feb. 2002 | 2,152        | 73      |
| Villacher Fasching                      | 4. März 2003  | 2,123        | 69      |
| Zeit im Bild – Angelobung Reg. Schüssel | 7. Feb. 2000  | 2,090        | 77      |
| * Zuschauer ab 12 Jahren                |               |              |         |

### Neuorientierung der 2000er
| Spitzensport     | 73 | 75 |
| 2. Spielklasse   | 0  | 04 |
| Breitensport     | 04 | 01 |
| Nachwuchssport   | 02 | 07 |
| Schulsport       | 0  | 0  |
| Behindertensport | 0  | 0  |
| nicht zuordenbar | 13 | 20 |

Logo bis 26. Oktober 2011

So galt der ORF um 2000 – insbesondere auch in der Sportberichterstattung – schon als grundsätzlich veraltet, und weder gegenüber den Privatsendern mit ihrem besseren Spartenangebot noch dem Abwandern der bildungsnahen Schichten wie auch es jungen Publikums ins Internet mit seinem viel breiteren und aktuelleren Angebot als konkurrenzfähig. Die ORF-Gesetz-Novelle von 2001 forderte dann vom ORF ausdrücklich, „in Erfüllung seines Auftrages […] ein differenziertes Gesamtprogramm von Information, Kultur, Unterhaltung und Sport für alle anzubieten,“ und sich dabei „an der Vielfalt der Interessen aller Hörer und Seher zu orientieren und sie ausgewogen zu berücksichtigen.
Die Anteile am Gesamtprogramm haben in einem angemessenen Verhältnis zueinander zu stehen.“ (§ 4 Abs. 2) Zwar übernahm der ORF 2005 den Tourismus- und Wetter-Kanal TW1, auf dem schon seit 2000 diverse Live-Übertragungen und auch Randsportarten präsentiert wurden. Er durfte diesen aber weder zufinanzieren noch für den Kulturauftrag verwenden. Das Radioprogramm Ö1 war schon im Laufe 1980ern und 1990ern in einen reinen Kultursender umgewandelt worden, und der Sport auf Ö3 (ursprünglich der Jugendkultursender) übertragen – seit den 2000ern spielen aber rein akustische Live-Übertragungen von Sportereignissen keine bedeutende Rolle mehr.

Logo bis 26. Oktober 2011

Erst mit der großen Reform 2006 wurde TW1 in das Kultur- und Informationsprogramm ORF III umgewandelt, und zusätzlich ein neuer, eigens für Sport konzipierter Spartensender, ORF Sport +, geschaffen. Dieser sollte zwar 2009 wieder eingestellt werden, die Finanzierung wurde aber durch eine Reform des ORF-Gesetzes gesichert, und seit 2011 wird der Sender als 24-Stunden-Programm angeboten.
Hier konnte dann eine ausgewogene Berichterstattung vieler Sportarten erreicht werden, während in ORF 1 die „Top 4“ Formel 1 und Fußball im Sommer, Ski Alpin und Skispringen im Winter weiterhin dominierten.
Parallel wurde auch die Frage des Internetauftritts einer öffentlich-rechtlichen Rundfunkanstalt geregelt, und die Online-Präsenz des ORF konsolidiert und auch in Bezug auf Sport ausgebaut werden.

Logo seit 2011 im aktuellen corporate ORF-Design

Sport im Hauptkanal beschränkt sich seither auf kurze Überblicksendungen zwischen Zeit im Bild (ZIB) und 20:15-Termin, anfangs noch nach alter Tradition auf ORF 1 parallel zu den Seitenblicken auf ORF 2, seit 2007 aber als Sport aktuell (19:55–20:05) vor den Seitenblicken auf ORF 2, während auf ORF 1 die ZIB 20 läuft. Daneben wird bei wichtigen Großereignissen Live-Sendezeit primär auf ORF 1 freigemacht.

## ORF-Sportchefs, Kommentatoren, Moderatoren und Redakteure
ORF-Sportchefs (lückenhaft):
- Eduard (Edi) Finger (sen.) (ORF-Hörfunk, bis 1987)
- Thaddäus (Teddy) Podgorski (seit 1972, durch Generalintendant Gerd Bacher – ab den 1950ern beim ORF, später 1986–90 Generalintendant)[27]
- Heinz Prüller (ORF-Hörfunk, seit 1989 – danach Chefreporter Sport im ORF-Fernsehen)
- Elmar Oberhauser (seit 1995 – davor Chef der Bundesländer-Redaktion, ZIB-Moderator, Politik-Talkmaster; danach Informationsdirektor)
- Hans Huber (seit 2007 – davor seit 1999 Chef der Sportredaktion-Planung und stellvertretender Sportchef; dann in Pension)
- Hans Peter Trost (seit 2009 – davor 1996–2007 Produktions- und Finanzchef des ORF-Sport, Projektverantwortlicher für den Sport auf TW1, dazwischen in der ORF-Informationsdirektion[28]; seit 2014 auch Präsident der Sports Media Austria)

Weitere bekannte Sportmoderatoren und -kommentatoren waren und sind Kurt Jeschko (seit 1958, 1967 Chefkommentator); Eva Pawlik (von 1963 bis 1972 als erste Eiskunstlauf-TV-Kommentatorin der Welt); Robert Seeger (1965–2006 beim ORF, Moderator, zuletzt Chefkommentator); Edi Finger junior (ab Mitte der 1960er-Jahre); Michael Kuhn (von 1965 bis zirka Mitte der 1990er-Jahre als Moderator/Kommentator tätig, aber wegen Unvereinbarkeiten gekündigt, durch den damaligen GI Bacher, da er seit der Neu-Gründung der Kronen Zeitung (1959) auch dort beschäftigt war); Sigismund (Sigi) Bergmann (ab 1968 beim ORF, ab 1975 Moderator, Kommentator für Boxen, bis 2008, weiterhin Kommentator für Boxen bei Olympischen Sommerspielen); Erich Weiss (ab 1969, 1991 leitender Redakteur, bis 2010);  Dieter Seefranz Moderator (auch das Sport-ABC); Gerhard Zimmer (zuletzt stellvertretender ORF-TV-Sportchef) ; Ingrid (Turković-)Wendl (von 1973 bis 2000 Eiskunstlauf, ab 1988 auch Redakteurin); Christopher D. Ryan (seit 1977, bis 2010); Peter Elstner (seit 1978, bis 2001), Rainer Pariasek (seit 1987 Ö3, seit 1996 Fernsehredaktion); Wolfram Pirchner (gelegentliche Moderation); Boris Kastner-Jirka (ab 1990); Christian Nehiba (1991–2004); Thomas König (ab 1994 beim ORF, seit 2005 Sportchef Vorarlberg); Gabriela Jahn (seit 1988 beim ORF, Tanz- und Turnsport),; Oliver Polzer (seit 1999); Ernst Hausleitner (seit 2000 beim ORF, ab 2002 bei Ö3, ab 2004 Fernsehen insb. Formel 1); Bernhard Stöhr (seit 2004); Michael Berger; Kristina Inhof; Alina Zellhofer und Mari Lang.
ORF-Chef-Regisseure für Sport waren unter anderem Erich Neuberg (Leiter aller ORF-Live-Sendungen in den Anfangsjahren), ; Lucky Schmidtleitner, dann Fritz Melchert (bis 2015); aktuell Michael Kögler (seit 2015).

### Sportliche Co-Kommentatoren
Eine bedeutende Stellung in der Kommentierung nehmen ehemalige Leistungssportler ein, die als Co-Kommentator für den ORF fungieren. Sie beleben die Berichterstattung, bringen ihr Insiderwissen der Szene wie die Fachkenntnis der Technik ein und erstellen präzisere Analysen. Eine Ausnahmestellung in der ORF-Geschichte nehmen hier Eva Pawlik, die ab 1963 viele Jahre ohne Co-Kommentator als erste Frau die großen internationalen Eiskunstlaufbewerbe (darunter auch die Küren von Emmerich Danzer, als Sportkommentator einer ihrer Nachfolger) für den ORF kommentierte, und Ingrid Wendl ein, die ab 1973 (bis 2000), ebenfalls noch in Tradition der ersten Fußballer als Radiosprecher, die Eiskunstlaufmeisterschaften auch zum Teil alleine, zum Teil mit Emmerich Danzer kommentierte (und auch sonst im Fernsehen tätig war).
Die Tradition des Kommentator-Duos stammt ursprünglich aus den USA, begonnen wurde damit in Österreich im Skisport der frühen 1980er, wobei explizit aktive Sportler herangezogen wurden, nämlich Ulrich (Uli) Spieß (in einer Verletzungspause). In den 1990ern beendete die erste Generation, für die „Medientauglichkeit“ und Eigenmarketing schon zur ÖSV-Grundausbildung als Jungsportler gehört hatte, die Karriere, und einige wechselten in den nebenberuflich zum ORF. Heute ist die Rolle des Kokommentators für österreichische Spitzensportler eine wichtige mögliche berufliche Tätigkeit „danach“, besonders im Wintersport auch für andere in- und ausländische Sender. Das Konzept der Kombination professioneller Sportreporter – Ex-Aktiver als Kokommentator ist in etlichen Sportsparten im ORF inzwischen Standard.
Der bekannteste von diesen Sportlern ist Armin Assinger (Ski Alpin Speed seit 1995), der von sich selbst sagt, dass er „für Fernsehen mehr Talent habe als für Skifahren“, und in der Millionenshow eigenständig Karriere als Unterhaltungsmoderator machte. Zu dieser ersten Generation regelmäßiger Kokommentatoren gehörte auch Elisabeth (Lisi) Kirchler (Ski Damen ab 1990). Weitere Kommentatoren sind bzw. waren beispielsweise Thomas Sykora (seit 2000, Ski Alpin Slalom Damen und Herren), Markus Gandler und Alois Stadlober (beide Skilanglauf, seit den frühen 2000ern), Mario Reiter (Ski Alpin technisch 2002–2009), Hans Knauß (Ski Alpin Speed Herren, seit 2005), Andreas (Andi) Goldberger und Martin Koch (beide Skispringen, seit 2005 bzw. seit 2014), Alexandra Meissnitzer (Ski Alpin Damen, seit 2008), Nicole Hosp (Ski alpin Damen, seit 2016), Alex Antonitsch (Tennis, bis 2013), Alexander Wurz (Formel 1, seit 2008)

### Auszeichnung
Die Sportberichterstatter wurden beim Fernsehpreis Romy mit einer eigenen Kategorie Beliebteste/r Sportmoderator/in bedacht: 1990 Wendl, 1991 Weiss, 1992 Bergmann, 1993 Huber, 1994 Bergmann, 1995 Prüller, 1996 Weiss, 1997 Seeger, 1998 Assinger (Spezialpreis der Jury, Kategorie nicht vergeben, desgleichen 1999), 2000 Assinger, 2001 Assinger, 2002 Assinger. Seither gibt es die Kategorie nicht mehr, jedoch erhielt 2014 das Duo Hausleitner/Wurz den Romy der allgemeinen Kategorie Beliebteste/r Moderator/in – Information. Außerdem erhielt Melchert 2004 den Romy Beste Regie.

## Sportsendungen des ORF
Bedeutendere regelmäßige Sportsendungen – abgesehen vom Live-Programm selbst – waren und sind:
- Aktueller Sport: ab Ende August 1955, ab 2. Juni 1958 regulär;[38] Edi Finger
- Sportkaleidoskop: am Donnerstag, ab 31. Mai 1958;[38]
- Sportschau: ab 1958;[38] Wochenendprogramm[39]
- Sportecke: ab 1958[38]
- Telesport: am Montag; ab 1958;[38] Kommentierung, Analyse, Diskussion[39]
- Sportjournal: am Samstag; ab September 1967;[38] Wochenendprogramm[39]
- Sport – kurz aktuell: tägliche Kurzsportsendung; ab September 1967[38]
- Panorama: monatlich, ab September 1967;[38]
- Sport-Report: gelegentlich, ab September 1967;[38]
- Im Brennpunkt: 1970er; Kommentierung, Analyse, Diskussion[39]
- Sportstammtisch:
- Sportmosaik: 1969–74 Sigi Bergmann
- Sport am Montag: ab 1975 im ORF 1, Moderation bis 1992 Sigi Bergmann, dann Robert Seeger
- Sportarena: Talkshow
- Drehzahl – das Motormagazin: auf TW1 bis 2007
- Sport am Sonntag: ORF 1; Studiosendung mit einer breiten Palette, Hintergrundberichte, Interview, seit 2013 mit Sendungsteil Sport am Sonntag – Alles Fußball; Moderation Rainer Pariasek, Oliver Polzer, Boris Jirka, u. a.;
- Sport-Bild: Sonntag und Montag, ORF 1; Plattform für den Breitensport, Randsport, Behindertensport
- Sport aktuell: Tägl. ORF 2, Kurz-Informationssendung
- Fußball – Das Champions League Magazin:  auf ORF Sport +; eingestellt
- NFL Blast: ab 2011 auf ORF Sport +;[40] Magazin für American Football
- Drive! auf ORF 1; Motorsportmagazin
- Ohne Grenzen: auf ORF Sport +; Behindertensport-Magazin

### Liste von Logos diverser ORF-Sport-Sendungen und Liveübertragungen

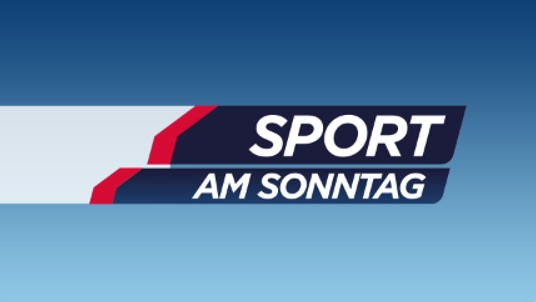
Das Logo des ORF-Sportmagazins "Sport am Sonntag"